# 维克托·普加乔夫
維克托·格奧爾基耶維奇·普加喬夫（羅馬化：Viktor Georgʼyevich Pugachyov；1948年8月8日—），蘇聯戰鬥機試飛員。1989年，普加喬夫第一次駕駛蘇-27戰鬥機公開表演普加喬夫眼鏡蛇機動；同年他第一次駕駛蘇-27K戰鬥機在庫茲涅佐夫號航空母艦上著陸。